# For (szachy)
For – w szachach  przywilej, przewaga początkowa, dana przeciwnikowi słabszemu w grze - dla wyrównania szans.
Jedna ze stron gra np.  bez hetmana, wieży, skoczka (przeważnie b1) lub piona (przeważnie f7). Przywilej ten był stosowany w dawnych czasach nawet w turniejach oficjalnych. W 1821 Alexandre Deschapelles  rozegrał trójmecz, w którym w każdej partii bez piona f7 wygrał, dając oprócz tego przeciwnikom możliwość wykonania dodatkowego ruchu na początku partii.
Program szachowy Rybka rozegrał kilka meczów z ludźmi grając bez piona, większość z nich wygrywając. Współcześnie za grę na fory uważa się również, gdy słabszy gracz dysponuje większym czasem do namysłu.